# Emilia Nilsson Garip
Emilia Nilsson Garip (Malmö, 21 aprile 2003) è una tuffatrice svedese.

## Biografia
Debutta a livello internazionale nel 2019 a sedici anni, durante i mondiali di Gwangju, classificandosi quattordicesima nel trampolino 1 metro e quarantasettesima nel trampolino 3 metri. Il 18 agosto 2022 conquista la medaglia di bronzo agli europei di Roma nel sincro 3 metri, totalizzando 257,70 punti in coppia con Elna Widerström. Vanta inoltre tre medaglie mondiali e quattro europee (di cui due ori) a livello giovanile.
Ai III Giochi europei di Cracovia e Piccola Polonia 2023 ha vinto l'argento nel trampolino 1 metro, terminando alle spalle della svizzera Michelle Heimberg e nel trampolino 3m, dietro all'italiana Chiara Pellacani. Inoltre ha ottenuto il bronzo nel sincro 3m misto, assieme al connazionale Elias Petersen.
Nel 2024, agli europei di Belgrado, vince la medaglia d'argento nel sincro 3 metri misto (sempre insieme a Petersen) e quella di bronzo nel trampolino 1m.

## Palmarès
- Europei

Roma 2022: bronzo nel sincro 3m.
Belgrado 2024: argento nel sincro 3m misto, bronzo nel trampolino 1m.
- Giochi europei

Cracovia 2023: argento nel trampolino 1m, argento nel trampolino 3m, bronzo nel sincro 3m misto.
- Mondiali giovanili

Kiev 2018: bronzo nel trampolino 3m.
Kiev 2021: bronzo nel trampolino 1m e nella squadra mista.
- Europei giovanili

Helsinki 2018: bronzo nel trampolino 1m.
Kazan' 2019: bronzo nel sincro 3m.
Rijeka 2021: oro nel trampolino 1m e nel trampolino 3m.